# Andrés Jiménez
Andrés Eduardo Jiménez Caicedo (ur. 27 sierpnia 1986 w Bogocie) – kolumbijski kolarz BMX, srebrny medalista mistrzostw świata oraz brązowy medalista igrzysk panamerykańskich.

## Kariera
Pierwszy sukces w karierze Andrés Jiménez osiągnął w 2010 roku, kiedy zdobył srebrny medal w cruiserze podczas mistrzostw świata w Pietermaritzburgu. W zawodach tych wyprzedził go jedynie Brazylijczyk Renato Rezende, a trzecie miejsce zajął kolejny Kolumbijczyk - Carlos Oquendo. Na rozgrywanych rok później igrzyskach panamerykańskich w Guadalajarze w wyścigu BMX zajął trzecie miejsce. W 2008 roku zajął był czwarty na igrzyskach olimpijskich w Pekinie, przegrywając walkę o podium z Donnym Robinsonem z USA. W czołówce znalazł się także podczas igrzysk olimpijskich w Londynie w 2012 roku - tam rywalizację ukończył na szóstej pozycji.